# Motya (geslacht)
Motya is een geslacht van vlinders van de familie visstaartjes (Nolidae), uit de onderfamilie Chloephorinae.

## Soorten
- M. abseuzalis Walker, 1859
- M. amplipennis Hampson, 1912
- M. araea Schaus, 1911
- M. arcuata Schaus, 1910
- M. chirica Schaus, 1906
- M. chlorotica Schaus, 1910
- M. elota Möschler, 1890
- M. eratica Jones
- M. ferrocana Walker, 1857
- M. filifera Walker, 1857
- M. flotsama Dyar, 1914
- M. fugax Dyar, 1914
- M. griselda Dyar, 1914
- M. haematopis Hampson, 1912
- M. illegitima Dyar, 1914
- M. insignis Dognin, 1914
- M. interstitia Dyar, 1914
- M. leucopis Schaus, 1910
- M. melanographa Hampson, 1912
- M. metaphaea Hampson, 1912
- M. murora Dyar, 1914

- M. mythias Schaus, 1921
- M. nigropuncta Druce, 1900
- M. olivaris Dyar, 1912
- M. paula Jones
- M. siopera Dyar, 1914
- M. steniptera Schaus, 1911
- M. stroca Schaus, 1906
- M. transfossa Möschler, 1890